# NGC 251
NGC 251 è una galassia a spirale situata nella costellazione dei Pesci.

## Descrizione
La galassia ha una classe di luminosità III e presenta una larga riga a 21 cm dell'idrogeno neutro.
Data la sua luminosità superficiale pari a 14,85, NGC 251 può essere classificata come una galassia a bassa luminosità superficiale (nella letteratura in lingua inglese abbreviata in LSB, acronimo di low surface brightness). Le galassie LSB sono galassie di tipo diffuso (D) con una luminosità superficiale inferiore di almeno una magnitudine a quella del cielo notturno circostante.

## Scoperta
NGC 251 è stata scoperta il 15 ottobre 1784 dall'astronomo britannico di origine tedesca William Herschel.